# Ronde van Spanje 2024/Vierde etappe
De vierde etappe van de Ronde van Spanje 2024 werd op 20 augustus verreden van Plasencia naar Pico Villuercas. Het was de eerste bergrit over 170 kilometer. De etappe werd gewonnen door Primož Roglič van het BORA-hansgrohe team. Hij versloeg Lennert Van Eetvelt, die al aan het juichen was. Op de streep gooide Roglič zijn fiets alsnog voorbij Van Eetvelt. Daarmee won de Sloveen voor de zesde keer op rij een etappe in de Vuelta, en nam de leiderstrui over van Wout Van Aert.

## Uitslag
| Plasencia – Pico Villuercas (170 km) |                     |                            |          |
| Plaats                               | Naam                | Ploeg                      | Tijd     |
| Winnaar                              | Primož Roglič       | BORA-hansgrohe             | 4u26'49" |
| 2                                    | Lennert Van Eetvelt | Lotto Dstny                | z.t.     |
| 3                                    | João Almeida        | UAE Team Emirates          | z.t.     |
| 4                                    | Enric Mas           | Movistar                   | z.t.     |
| 5                                    | Felix Gall          | Decathlon AG2R La Mondiale | z.t.     |
| 6                                    | Matthew Riccitello  | Israel-Premier Tech        | z.t.     |
| 7                                    | Mikel Landa         | Soudal Quick-Step          | z.t.     |
| 8                                    | Antonio Tiberi      | Bahrain-Victorious         | + 18"    |
| 9                                    | George Bennett      | Israel-Premier Tech        | + 28"    |
| 10                                   | Pavel Sivakov       | UAE Team Emirates          | z.t.     |
|                                      |                     |                            |          |
| 39                                   | Thymen Arensman     | INEOS Grenadiers           | + 2'35"  |

| Algemeen klassement |                   |                            |           |
| Plaats              | Naam              | Ploeg                      | Tijd      |
| Rode trui           | Primož Roglič     | BORA-hansgrohe             | 14u33'08" |
| 2                   | João Almeida      | UAE Team Emirates          | + 8"      |
| 3                   | Enric Mas         | Movistar                   | + 32"     |
| 4                   | Antonio Tiberi    | Bahrain-Victorious         | + 38"     |
| 5                   | Edoardo Affini    | Team Visma-Lease a Bike    | + 41"     |
| 6                   | Felix Gall        | Decathlon AG2R La Mondiale | 47"       |
| 7                   | Brandon McNulty   | UAE Team Emirates          | + 50"     |
| 8                   | Mattias Skjelmose | Lidl-Trek                  | + 58"     |
| 9                   | Mikel Landa       | Soudal Quick-Step          | z.t.      |
| 10                  | Aleksandr Vlasov  | BORA-hansgrohe             | + 1'00"   |
|                     |                   |                            |           |
| 33                  | Thymen Arensman   | INEOS Grenadiers           | 2'57"     |

## Nevenklassementen
| Puntenklassement |                 |                         |        |
| Plaats           | Naam            | Ploeg                   | Punten |
| Groene trui      | Wout Van Aert   | Team Visma-Lease a Bike | 111    |
| 2                | Kaden Groves    | Alpecin-Deceuninck      | 105    |
| 3                | Luis Ángel Maté | Euskaltel-Euskadi       | 35     |
| 4                | Corbin Strong   | Israel-Premier Tech     | 35     |
| 5                | Jon Aberasturi  | Euskaltel-Euskadi       | 34     |

| Bergklassement        |                  |                            |        |
| Plaats                | Naam             | Ploeg                      | Punten |
| Bolletjestrui (blauw) | Sylvain Moniquet | Lotto Dstny                | 16     |
| 2                     | Filippo Zana     | Team Jayco AlUla           | 11     |
| 3                     | Primož Roglič    | BORA-hansgrohe             | 10     |
| 4                     | Luis Ángel Maté  | Euskaltel-Euskadi          | 9      |
| 5                     | Bruno Armirail   | Decathlon AG2R La Mondiale | 7      |

| Jongerenklassement |                     |                     |           |
| Plaats             | Naam                | Ploeg               | Tijd      |
| Witte trui         | Antonio Tiberi      | Bahrain-Victorious  | 14u33'46" |
| 2                  | Lennert Van Eetvelt | Lotto Dstny         | + 3"      |
| 3                  | Mattias Skjelmose   | Lidl-Trek           | + 20"     |
| 4                  | Matthew Riccitello  | Israel-Premier Tech | + 26"     |
| 5                  | Isaac del Toro      | UAE Team Emirates   | + 48"     |
|                    |                     |                     |           |
| 9                  | Thymen Arensman     | INEOS Grenadiers    | + 2'19"   |

| Ploegenklassement |                            |           |
| Plaats            | Ploeg                      | Tijd      |
|                   | UAE Team Emirates          | 43u41'05" |
| 2                 | BORA-hansgrohe             | + 1'19"   |
| 3                 | Decathlon AG2R La Mondiale | + 2'42"   |
| 4                 | Movistar                   | + 3'07"   |
| 5                 | Bahrain-Victorious         | + 4'14"   |

1e etappe ·
2e etappe ·
3e etappe ·
4e etappe ·
5e etappe ·
6e etappe ·
7e etappe ·
8e etappe ·
9e etappe ·
10e etappe ·
11e etappe ·
12e etappe ·
13e etappe ·
14e etappe ·
15e etappe ·
16e etappe ·
17e etappe ·
18e etappe ·
19e etappe ·
20e etappe ·
21e etappe
Startlijst · Eindstanden · Afbeeldingen